# Copaiba copallifera
Copaiba copallifera là một loài thực vật có hoa trong họ Đậu. Loài này được (Baill.) Kuntze mô tả khoa học đầu tiên năm 1891.